# W28
Pour les articles homonymes, voir W28 (homonymie).

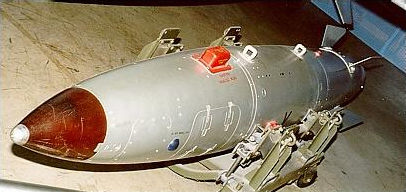
B28RE

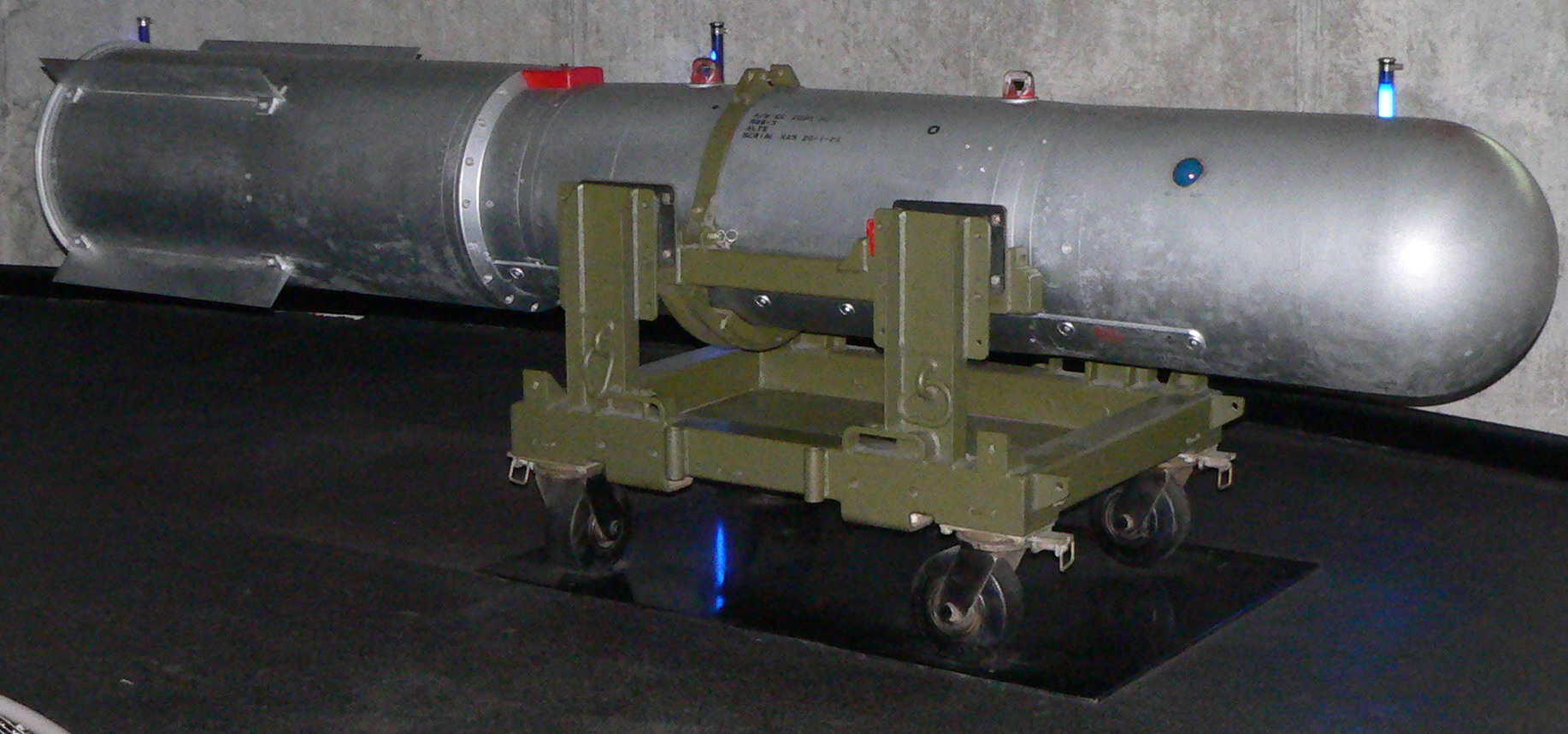
B28FI

La W28 est une ogive thermonucléaire américaine. Conçue vers la fin des années 1950 et fabriquée de 1958 à 1966, elle faisait partie de la classe D des ogives thermonucléaires américaines. Sa puissance est supérieure à la mégatonne. Elle est embarquée, entre autres, sur le MGM-13 Mace.
Après 1968, elle est convertie en bombe nucléaire : la B-28.
Elle fait appel aux principes du primaire nucléaire Python.

## Accidents relatifs
- Accident nucléaire de Palomares
- Accident de Thulé